# Tarda (przystanek kolejowy)
Tarda – zlikwidowany przystanek osobowy w Tardzie, w gminie Miłomłyn, w powiecie ostródzkim w województwie warmińsko-mazurskim, w Polsce. Położony na linii kolejowej z Miłomłyna do Morąga. Linia ta została ukończona w 1909 roku. Linia ta została rozebrana w 1998 roku.